# Bartolomeo
Bartolomeo  è un nome proprio di persona italiano maschile.

## Varianti
- Maschili: Bartolommeo[3], Bortolomeo
  - Ipocoristici: Bartolo[3], Bortolo, Meo[3], Meio[3]
  - Alterati: Bartolino, Bortolino, Meuccio
- Femminili: Bartolomea, Bartolommea[3], Bortolomea
  - Ipocoristici: Bartola, Bortola,  Mea[3], Meia[3]
  - Alterati: Bartolina, Bortolina, Meuccia

### Varianti in altre lingue
- Armeno: Բարթողիմէոս (Partoghimeos)
- Catalano: Bartomeu[1]
- Croato: Bartolomej[1]
  - Ipocoristici: Bartol[1]
- Ceco: Bartoloměj[1]
- Danese: Bartolomæus
- Finlandese: Perttu[1][2], Pärttyli
- Francese: Barthélemy[1][2]
- Francese antico: Barthelemieu[4]
- Galiziano: Bartolomeu[1]
- Greco biblico: Βαρθολομαῖος (Bartholomàios)[1][4]
- Greco moderno: Βαρθολομαίος (Vartholomaios)
- Inglese: Bartholomew[1][4]
  - Ipocoristici: Bat[2], Bart[1][2], Bartie[2], Barty[2], Barry, Tolly[1][2]
- Irlandese: Parthálan[1][2], Bairtliméad[2]
- Islandese: Bartólómeus
- Latino: Bartholomæus[3][4], Bartholomeus[1]
  - Femminili: Bartholomæa[3]
- Ligure: Bertomê[5]
  - Ipocoristici: Bertomelin, Tomelin, Ciomelin
- Maltese: Bartoloméw, Bartilméw
- Medio inglese: Bartholomew[2]
  - Ipocoristici: Bartle[2], Bartlet[2]
- Norvegese: Bartolomeus
- Polacco: Bartłomiej[1][2], Bartosz[1][2]
  - Ipocoristici: Bartek[1]
- Portoghese: Bartolomeu[1]
- Provenzale: Barthomieu
- Olandese: Bartholomeus[1][2]
  - Ipocoristici: Bartel[1][2], Bart[1], Mees[1], Mies[1]
- Romaní: Bartholoways[2]
- Romeno: Bartolomeu
- Russo: Варфоломей (Varfolomej)[1][2]
- Scozzese: Pàrlan
- Serbo: Бартоломеј (Bartolomej)[1]
- Slovacco: Bartolomej[1]
- Sloveno: Jernej[1]
  - Ipocoristici: Nejc[1]
- Spagnolo: Bartolomé[1][2]
- Svedese: Bartolomaios, Bartolomeus
- Tedesco: Bartholomäus[1][2]
- Turca: Bartalmay[1][2]
- Ungherese: Bertalan[1], Bartal[1]
  - Ipocoristici: Bertók[1]

## Origine e diffusione
Deriva da Βαρθολομαῖος (Bartholomaios), la forma greca di un nome aramaico (bar Talmay) che significa "figlio di Talmai" (il nome Talmai vuol dire "rugoso", "pieno di rughe"). È un nome di tradizione biblica: nel Nuovo Testamento è chiamato Bartolomeo uno degli apostoli di Gesù (nel Vangelo di Giovanni il suo nome è Natanaele, chiarendo che nel suo caso "Bartolomeo" non è che una specie di patronimico).
In Inghilterra il nome, nella forma Bartholomew, si diffuse durante il Medioevo per la venerazione verso l'apostolo.

## Onomastico

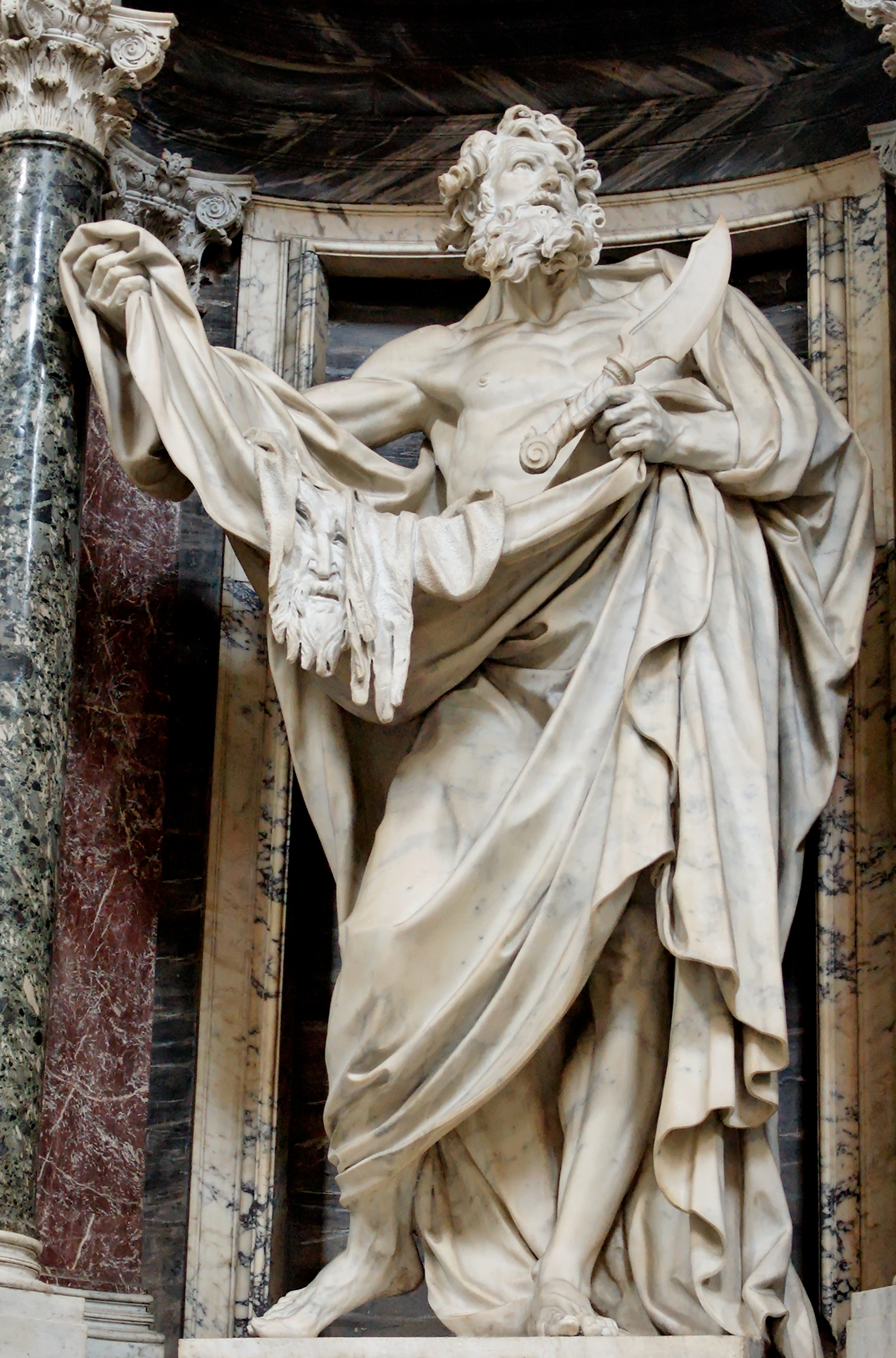
Statua di san Bartolomeo di Pierre Legros, nella Basilica di San Giovanni in Laterano

Generalmente, l'onomastico si festeggia il 24 agosto in onore del santo apostolo Bartolomeo. Sono comunque numerosi i santi e i beati che hanno portato questo nome (o le sue varianti), ricordati alle date seguenti:
- 21 gennaio, san Bartolomeo Albano Roe, benedettino e martire a Londra[7]
- 28 gennaio, beato Bartolomeo Aiutamicristo da Pisa, religioso Camaldolese[7]
- 18 aprile, beata Bartolomea Carletti da Chivasso, religiosa clarissa
- 21 aprile, beato Bartolomeo Cerveri, sacerdote domenicano e martire a Cervere[7]
- 6 maggio, beato Bartolomeo Pucci-Franceschi, sacerdote francescano[7]
- 25 maggio, beato Bartolomeo Magi, religioso di Anghiari[7]
- 28 maggio, beata Maria Bartolomea Bagnesi, terziaria domenicana[7]
- 5 giugno, beato Bartolomeo Placido di Recanati, religioso[7]
- 24 giugno, san Bartolomeo, eremita benedettino a Durham e poi a Farne[8]
- 13 luglio, beato Bartolomeo Jarrige de la Morélie de Biars, sacerdote, uno dei martiri dei pontoni di Rochefort[7]
- 16 luglio, san Bartolomeo Fernandes, domenicano, arcivescovo di Braga[7]
- 26 luglio, santa Bartolomea Capitanio, fondatrice delle Suore di Maria Bambina[7]
- 19 agosto, san Bartolomeo di Simeri, eremita, fondatore e abate[7]
- 3 settembre, beato Bartolomeo Gutierrez, martire con altri compagni a Nagasaki[7]
- 2 ottobre, beato Bartolomé Blanco Marquez, martire a Jaén[7]
- 5 ottobre, beato Bartolo Longo, fondatore del Santuario della Beata Vergine del Rosario di Pompei[7]
- 27 ottobre, beato Bartolomeo di Breganze, vescovo di Vicenza[7]
- 11 novembre, san Bartolomeo il giovane, abate a Grottaferrata[7]
- 23 novembre, beato Bartolomeo Poggio, protomartire della Patagonia[7]
- 5 dicembre, beato Bartolomeo Fanti, religioso carmelitano[7]
- 12 dicembre, beato Bartolo da San Gimignano, sacerdote del Terz'Ordine francescano, patrono dei lebbrosi[7]
- 24 dicembre, beato Bartolomeo Maria Dal Monte, sacerdote e predicatore[7]

## Persone

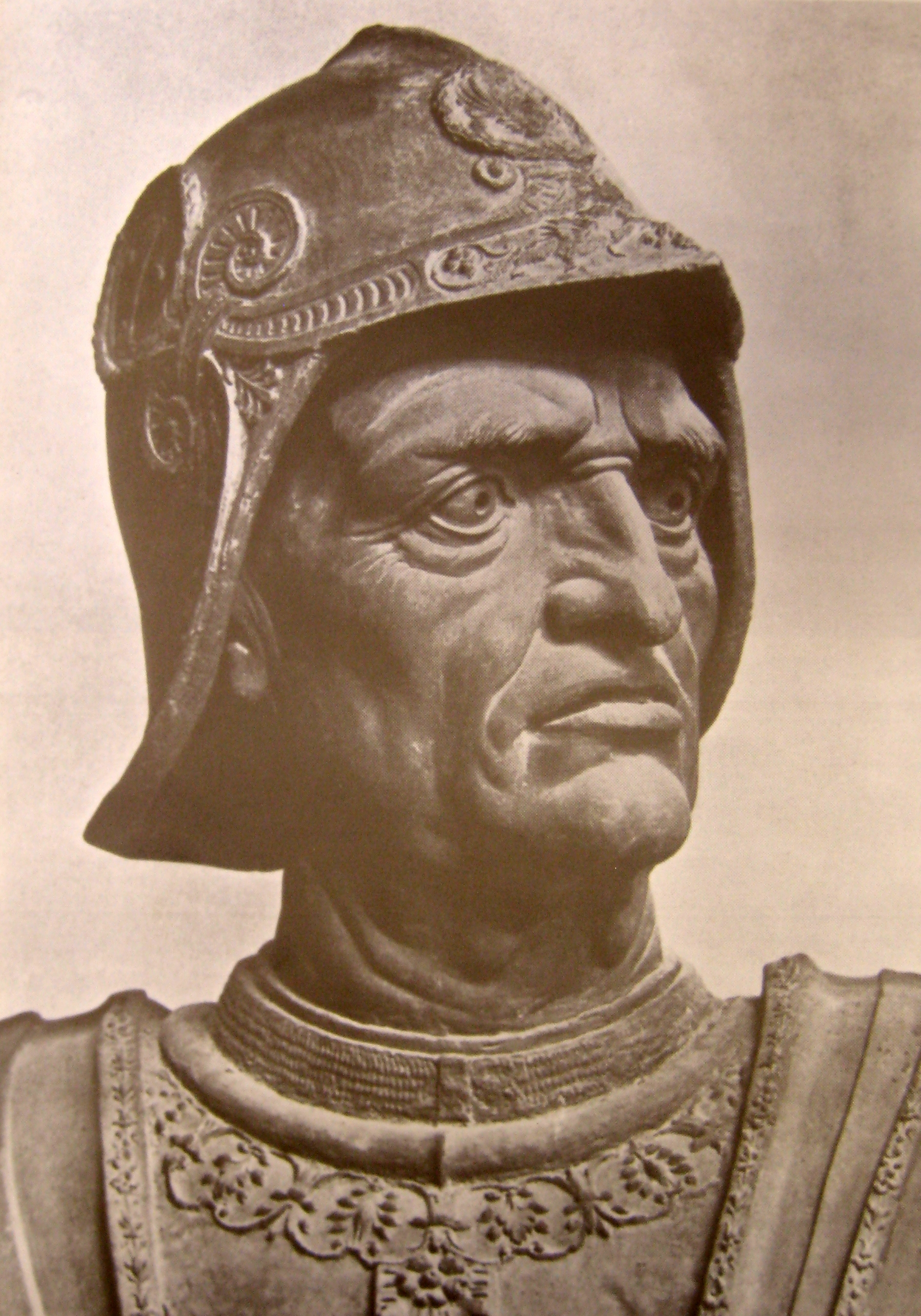
Bartolomeo Colleoni

- Fra Bartolomeo, religioso e pittore italiano
- Bartolomeo di Costantinopoli, arcivescovo ortodosso greco
- Bartolomeo Ammannati, scultore e architetto italiano
- Bartolomeo Bezzi, pittore italiano
- Bartolomeo Bosco, illusionista italiano
- Bartolomeo Colleoni, condottiero italiano
- Bartolomeo Cristofori, artigiano italiano
- Bartolomeo d'Alviano, condottiero italiano
- Bartolomeo della Gatta, pittore, miniatore, religioso, e architetto italiano
- Bartolomeo Eustachi, anatomista italiano
- Bartolomeo Gradenigo, doge veneziano
- Bartolomeo Pacca, cardinale italiano
- Bartolomeo Pagano, attore italiano
- Bartolomeo Rastrelli, architetto italiano naturalizzato russo
- Bartolomeo Scappi, cuoco italiano
- Bartolomeo Vanzetti, attivista e anarchico italiano

### Variante Bartolommeo

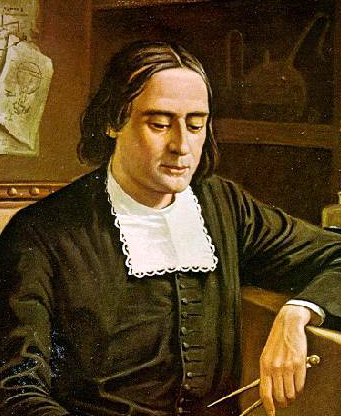
Bartolomeu de Gusmão

- Bartolommeo Brandini, vero nome di Baccio Bandinelli, scultore italiano
- Bartolommeo Capasso, storico e archivista italiano
- Bartolommeo Fiani, magistrato e scrittore italiano
- Bartolommeo Gamba, scrittore e bibliografo italiano
- Bartolommeo Scala, storico, letterato e politico italiano

### Variante Bartolomeu
- Bartolomeu il Portoghese, pirata portoghese
- Bartolomeu Dias, navigatore portoghese
- Bartolomeu de Gusmão, gesuita, inventore e naturalista portoghese

### Variante Bartolomé

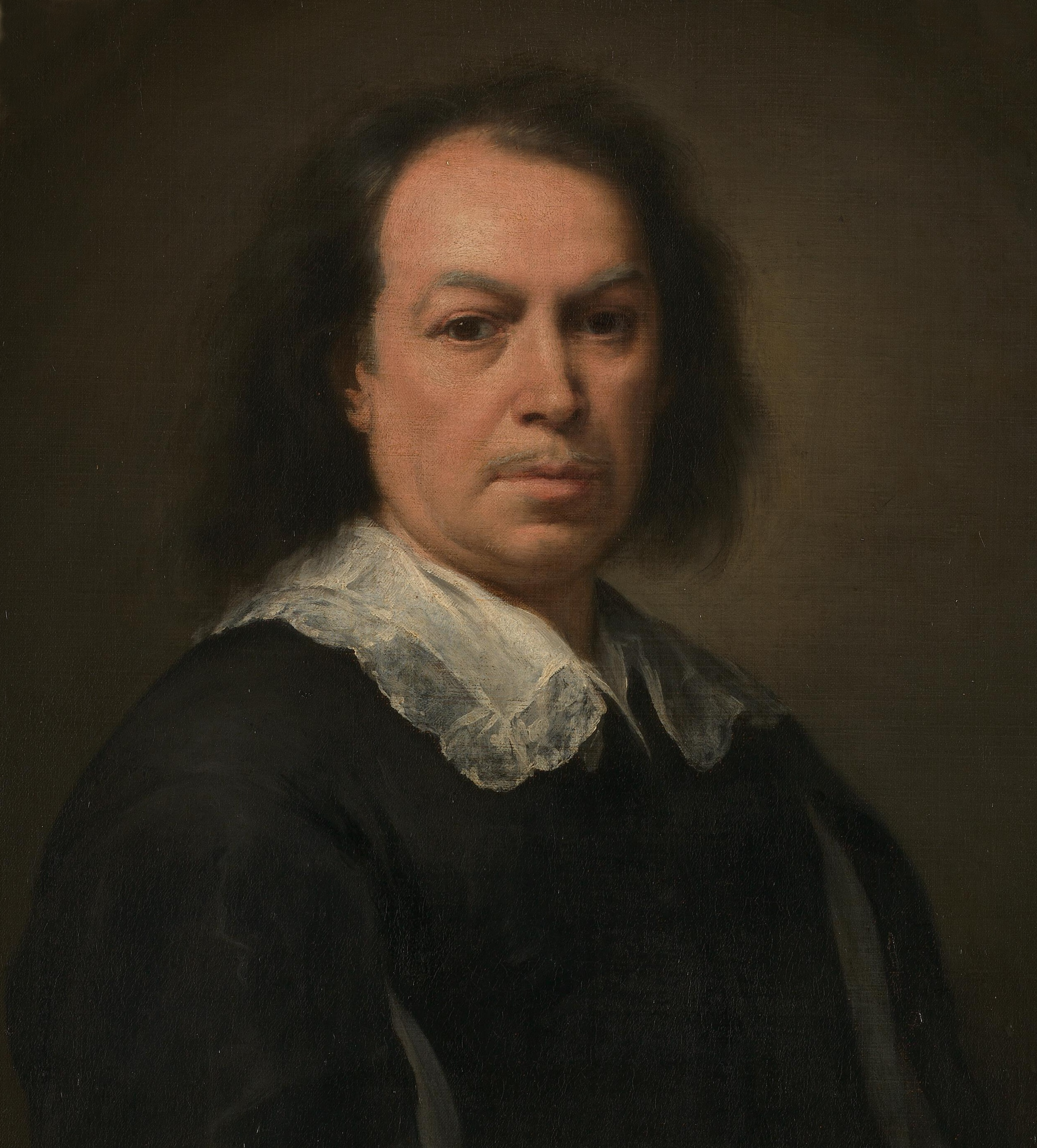
Bartolomé Esteban Murillo

- Bartolomé Bennassar, storico francese
- Bartolomé Bermejo, pittore spagnolo
- Bartolomé Blanche, generale e politico cileno
- Bartolomé Carranza, arcivescovo e teologo spagnolo
- Bartolomé de la Cueva y Toledo, cardinale e arcivescovo cattolico spagnolo
- Bartolomé de Las Casas, vescovo cattolico spagnolo
- Bartolomé Ferrelo, marinaio spagnolo
- Bartolomé Mitre, politico e traduttore argentino
- Bartolomé Esteban Murillo, pittore spagnolo
- Bartolomé Ramos de Pareja, matematico, compositore e teorico musicale spagnolo

### Variante Barthélemy

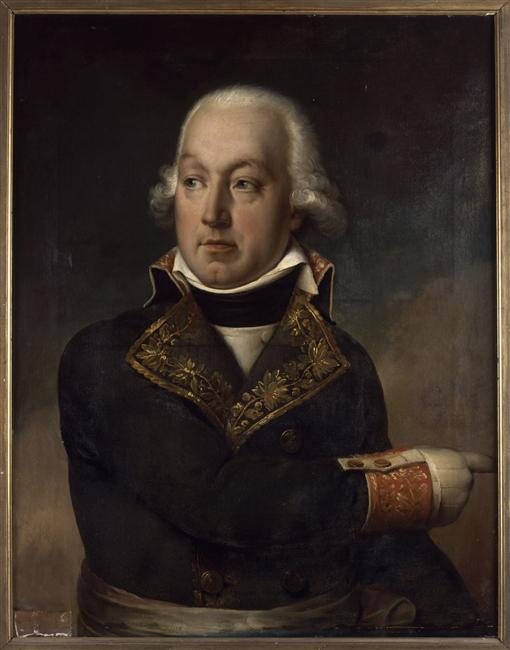
Barthélemy Schérer

- Barthélemy d'Eyck, miniatore e pittore fiammingo
- Barthélemy d'Herbelot de Molainville, orientalista francese
- Barthélemy Dumortier, botanico, naturalista e politico belga
- Barthélemy Prosper Enfantin, imprenditore, scrittore e pubblicista francese
- Barthélemy Faujas de Saint-Fond, geologo francese
- Barthélemy Formentelli, organaro francese
- Barthélemy Catherine Joubert, generale francese
- Barthélemy Parrocel, pittore francese
- Barthélemy Schérer, generale francese

### Variante Bartholomeus

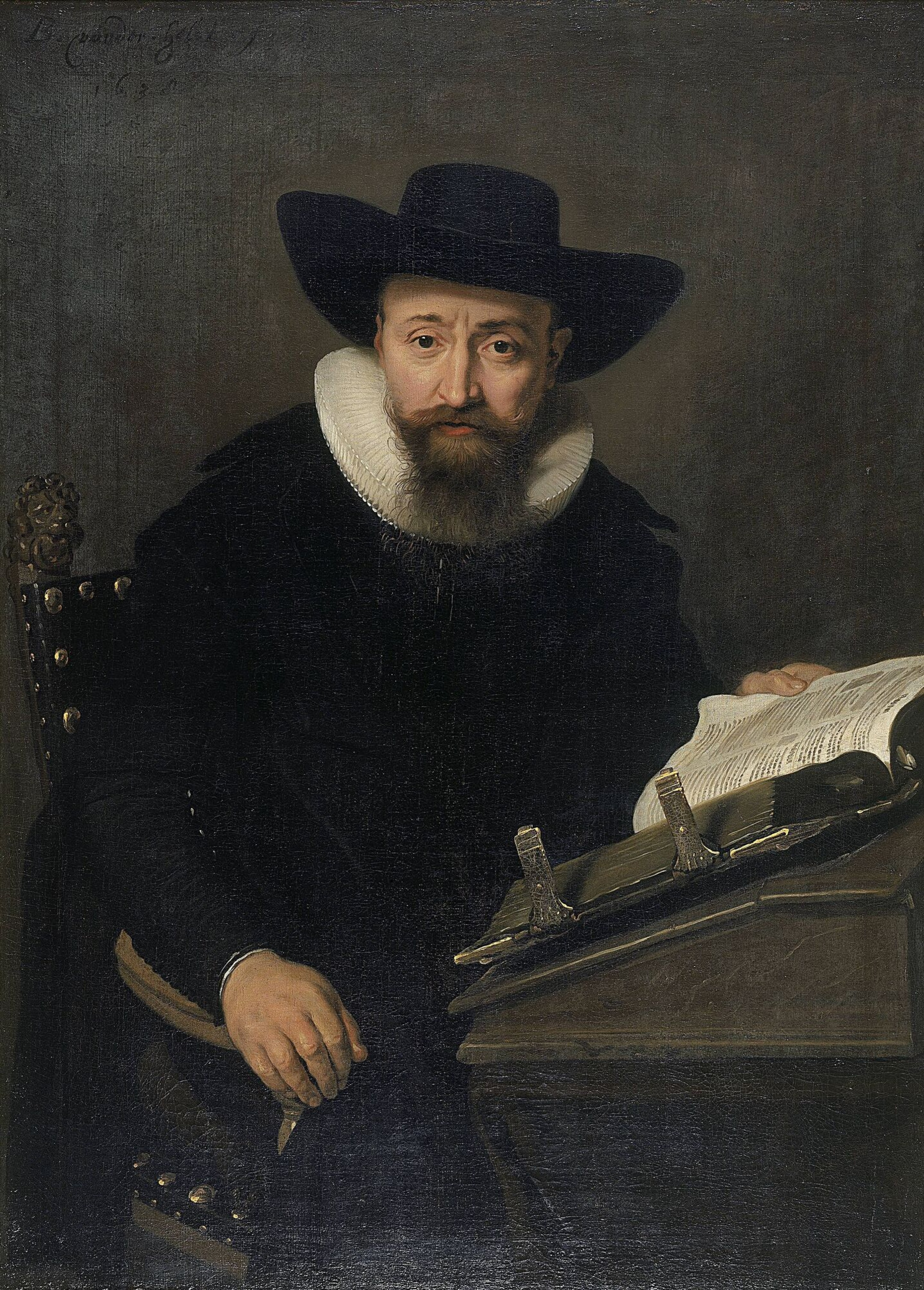
Bartholomeus van der Helst

- Bartholomeus Breenbergh, pittore, incisore e disegnatore olandese
- Bartholomeus Strobel il Giovane, pittore tedesco
- Bartholomeus van Bassen, architetto, pittore e disegnatore olandese
- Bartholomeus van der Helst, pittore olandese
- Bartholomeus Zeitblom, pittore tedesco

### Variante Bartholomäus

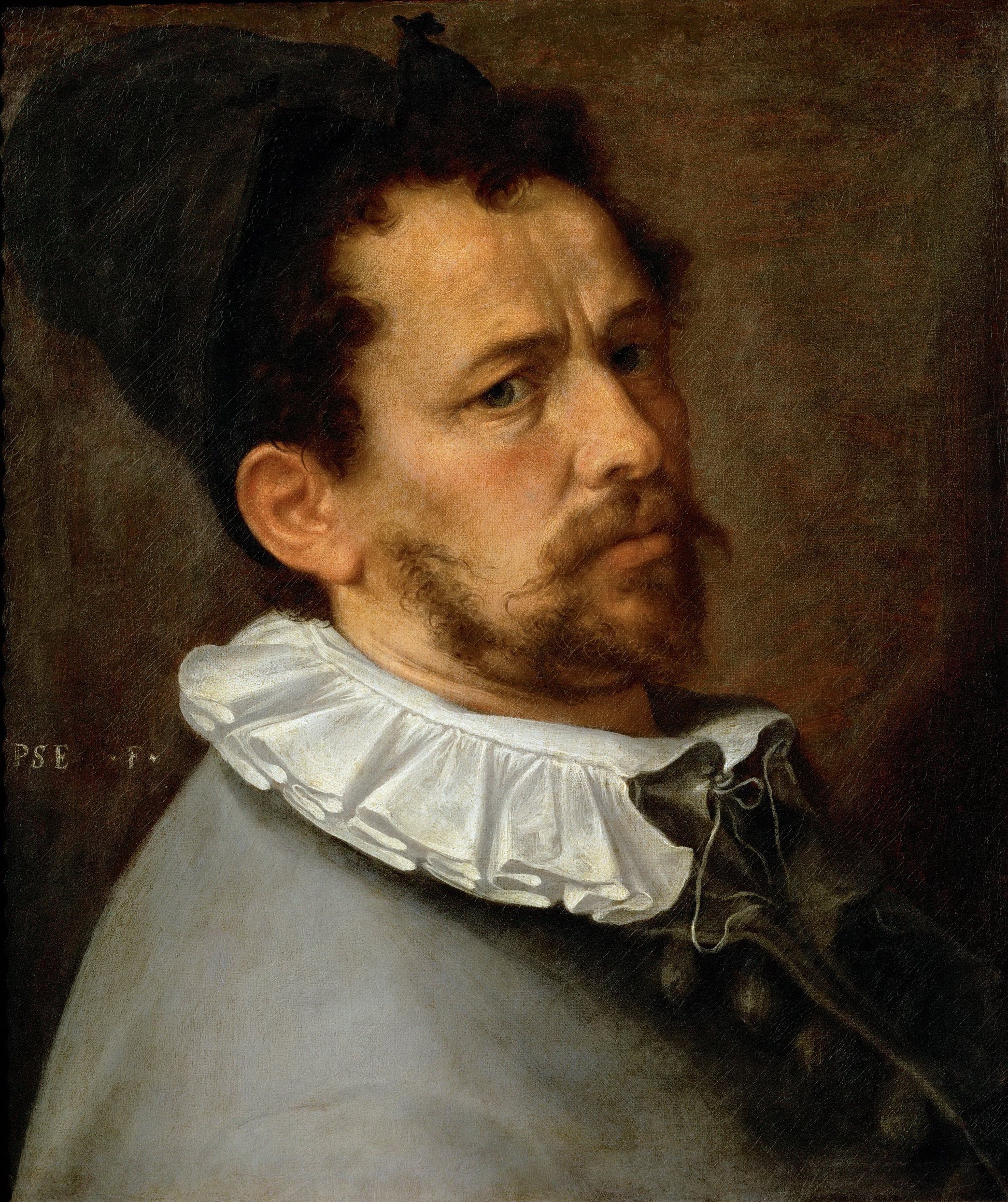
Bartholomäus Spranger

- Bartholomäus Bruyn, pittore tedesco
- Bartholomäus Krüger, poeta tedesco
- Bartholomäus Spranger, pittore e incisore fiammingo
- Bartholomäus Westheimer, teologo tedesco

### Variante Bartholomew
- Bartholomew Gosnold, esploratore e giurista britannico
- Bartholomew Ogbeche, calciatore nigeriano
- Bartholomew Roberts, pirata gallese
- Bartholomew Sharp, pirata britannico

### Variante Bartolo

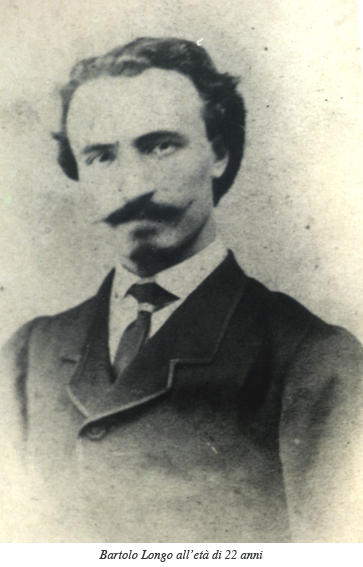
Bartolo Longo

- Bartolo da Sassoferrato, giurista italiano
- Bartolo di Fredi, pittore italiano
- Bartolo Cattafi, poeta italiano
- Bartolo Ciccardini, politico e giornalista italiano
- Bartolo Colón, giocatore di baseball dominicano
- Bartolo Fazio, ingegnere e politico italiano
- Bartolo Longo, beato italiano
- Bartolo Nigrisoli, chirurgo italiano
- Bartolo Palmieri da Cascina, cavaliere italiano

### Variante Bortolo

Bartolo Nigrisoli

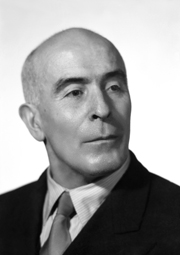
Bortolo Galletto

- Bortolo Belotti, politico, storico e giurista italiano
- Bortolo Cunico, patriota italiano
- Bortolo Galletto, politico italiano
- Bortolo Mainardi, architetto e politico italiano
- Bortolo Mutti, calciatore e allenatore di calcio italiano
- Bortolo Manlio Pat, politico italiano
- Bortolo Simonato, allenatore di calcio italiano

### Altre varianti maschili
- Bartolino da Padova, compositore italiano
- Bartolomej Juraško, calciatore slovacco
- Perttu Kivilaakso, violoncellista finlandese
- Jernej Kopitar, filologo sloveno
- Perttu Lindgren, hockeista su ghiaccio finlandese
- Bartłomiej Macieja, scacchista polacco
- Bartholomaeus Pitiscus, matematico, astronomo e teologo tedesco
- Bartomeu Terradas, calciatore spagnolo

### Variante femminile Bartolomea
- Maria Bartolomea Bagnesi, religiosa italiana
- Bartolomea Capitanio, religiosa italiana

## Il nome nelle arti
- Bartolomeo è un personaggio della telenovela Terra nostra.
- Bartolomeo "Il Cannibale" è un personaggio della serie manga e anime One Piece.
- Don Bartolo è un personaggio dell'opera di Gioachino Rossini Il barbiere di Siviglia.
- Don Bartolo è un personaggio dell'opera di Mozart 'Le nozze di Figaro.
- Bartolo è un personaggio del videogioco Animal crossing: wild world.
- Bortolo è un personaggio del romanzo di Alessandro Manzoni I promessi sposi.
- Bartolomeo Dossena è un personaggio della serie televisiva R.I.S. Roma - Delitti imperfetti.
- Bartolomeo Pestalozzi da Pinerolo è un personaggio della serie a fumetti Nick Carter.
- Bartholomew JoJo Simpson, più noto come Bart Simpson, è un personaggio della serie animata I Simpson.